# Szenes Zoltán
Szenes Zoltán (Köcsk, 1951. július 23. –) nyugállományú vezérezredes, egyetemi tanár, a Magyar Honvédség parancsnoka és a Honvéd Vezérkar főnöke 2003 és 2005 között.

## Élete
1951. július 23-án született a Vas megyei Köcsk községben. Az érettségi után 1969-ben vonult be a Magyar Néphadseregbe, majd 1969-1973 között elvégezte a Zalka Máté Katonai Műszaki Főiskolát. Hadtáp tervező-szervező tisztként, Tatán kezdte meg a pályáját, majd később Kaposvárra vezényelték. 1979-ben Leningrádon szerzett hadműveleti katonai képzettséget. 1986-ban tudományos fokozatot szerzett, a hadtudomány kandidátusa lett. Tanárként, majd tanszékvezető egyetemi docensként a Zalka Máté Katonai Műszaki Főiskolán dolgozott. 1991-től az Magyar Honvédség Hadtápcsoport Főnöke. 1996-1997-ben a Honvédelmi Minisztérium OTF főosztály vezetőjeként tervezi-és szervezi a katonai felsőoktatás integrációját és a hadtudományi kutató, tudományszervező munkát. 1998-2002 között, immáron dandártábornokként Magyarország NATO és WEU katonai képviselője Brüsszelben, majd a NATO AFSOUTH logisztikai főnöke Nápolyban. 2002-ben a Honvéd Vezérkar törzsigazgatója vezérőrnagyként (a védelmi felülvizsgálat projektigazgatója).
2003. március 1-jétől altábornagyként a Honvéd Vezérkar Főnöke. 2005. február 1-jével nyugállományba vonult.
2005-től a Zrínyi Miklós Nemzetvédelmi Egyetemen és annak jogutódján a Nemzeti Közszolgálati Egyetemen folytatja tanári pályáját előbb egyetemi docensként, majd egyetemi tanárként.
Érdemei elismeréseként 2009-ben nyugállományú vezérezredessé léptették elő.